# Oriente (prowincja)
Oriente − jedna z prowincji Kuby, istniejąca przed 1976 rokiem. Do 1905 roku prowincja nosiła nazwę prowincji Santiago de Cuba. Stolicą było Santiago de Cuba. Nazwa "Oriente" nadal pozostaje w użyciu jako nazwa wschodniej części kraju.
3 lipca 1976 roku została podzielona na prowincje Las Tunas, Granma, Holguín, Santiago de Cuba i Guantánamo.
W skład prowincji wchodziły gminy Amancio, Colombia, Jesús Menéndez, Jobabo, Majibacoa, Manatí, Puerto Padre, Victoria de las Tunas (Las Tunas), Antilla, Báguanos, Banes, Cacocum, Calixto García, Cueto, Frank País, Gibara, Holguín, Mayarí, Moa, Rafael Freyre, Sagua de Tánamo, Urbano Noris (Holguín), Bartolomé Masó, Bayamo, Buey Arriba, Campechuela, Cauto Cristo, Guisa, Jiguaní, Manzanillo, Media Luna, Niquero, Pilón, Río Cauto, Yara (Granma), Contramaestre, Guamá, Mella, Palma Soriano, San Luis, Santiago de Cuba, Segundo Frente, Songo - La Maya, Tercer Frente (Santiago de Cuba), Baracoa, Caimanera, El Salvador, Guantánamo, Imías, Maisí, Manuel Tames, Niceto Pérez, San Antonio del Sur, Yateras (Guantánamo).